# 國際冰球聯盟

國際冰球聯盟（IHL）建立於1992年，解散於1996年。其取代蘇聯的蘇聯冰球冠軍聯賽(1946~1992)，國際冰球聯盟舉辦的最後一個賽季是1995年的96賽季，下個賽季聯賽被俄羅斯冰球超級聯賽取代。聯賽中有兩個獎項 : 常規賽冠軍與獎杯賽冠軍。
| 前任： 蘇聯冰球冠軍聯賽 | 國際冰球聯盟（IHL） 1992—1996 | 繼任： 俄羅斯冰球超級聯賽 |

## 來源
1. ↑  hockeyarchives.ru https://hockeyarchives.ru/mhl.html.   [2022-07-17]. （原始内容存档于2020-07-29）. 缺少或|title=为空 (帮助)
2. ↑  . sports123.com.   [2022-07-17]. （原始内容存档于2019-11-22）.